# Indigo (application)
Indigo est une application mobile de dons d'objets et d'entraide gratuite, qui permet à ses utilisateurs de donner ou demander des objets et de rendre des services gratuits près de chez soi. Elle s'est donné pour objectif de lutter contre le gaspillage des ressources et favoriser l'entraide locale et le réemploi.

## Historique
Indigo est un projet porté par l'entrepreneur social Stéphane de Freitas. Nommé Ashoka Fellow en 2017 pour sa démarche à impact positif sur la planète, il est aussi le fondateur des programmes éducatifs et du plus grand concours de prise de parole francophone, Eloquentia. Auteur du livre Porter Sa Voix, il a également réalisé le film A Voix Haute, nommé aux Césars en 2018. En 2020, il réalise le film documentaire Solidarité que l'on retrouve sur la plateforme Netflix. En 2012, il fonde la coopérative Indigo, une association à but non lucratif qui a pour mission d'améliorer le vivre-ensemble en France, soit la cohésion entre une diversité d'individus qui, par-delà leurs différences sociales et culturelles, cultivent une vision commune des valeurs citoyennes.
En 2015, il lance un financement participatif sur le plateforme KissKissBankBank et récolte 25 000 € en moins de 24 heures grâce au soutien d'artistes tels que Matthieu Chedid, Lisa Azuelos ou encore Kery James. En 2018, Indigo s'est constitué en entreprise solidaire, dont le premier actionnaire est la coopérative Indigo. Issue d'un engagement sociétal fort, elle a pris le parti de mettre aucune publicité sur sa plateforme, et de ne pas commercialiser les données personnelles de ses utilisateurs. Lancée officiellement en 2019, l'application compte aujourd'hui plus de 180 000 inscrits dans toute la France, et vise à se développer fortement en 2021. 

## Fonctionnement
Indigo est une application d'entraide pour les particuliers. Elle permet aussi bien à ses utilisateurs de publier des offres de biens (lit, vêtements, livre) ou services (ménage, garde d'enfants, cours), que de pouvoir faire des demandes spécifiques.
Parallèlement, elle met également à disposition sa plateforme pour aider des associations ou des acteurs du réemploi (ressourcerie et recyclerie) qui souhaitent poster des annonces et recruter des bénévoles.
À ses débuts, la plateforme fonctionnait grâce à une monnaie virtuelle appelée le digo, un système monétaire qui récompensait ses utilisateurs les plus actifs et généreux. Depuis, cette monnaie a disparu pour simplifier les échanges entre utilisateurs. 
La plateforme est historiquement présente en Île-de-France mais a su s'imposer dans d'autres villes françaises, telles que Bordeaux ou encore Lyon, où elle compte des dizaines de milliers d'utilisateurs. L'application Indigo est disponible sur Android et IOS.

## Engagement social
Depuis 2018, Indigo s'engage en faveur de l'intégration des migrants, en participant au projet MIVA (Migrant's Integration through Volunteering Activities) financé par le Fonds Asile Migration Intégration (FAMI) de l'Union européenne.